# Peaky Blinders (banda criminal)

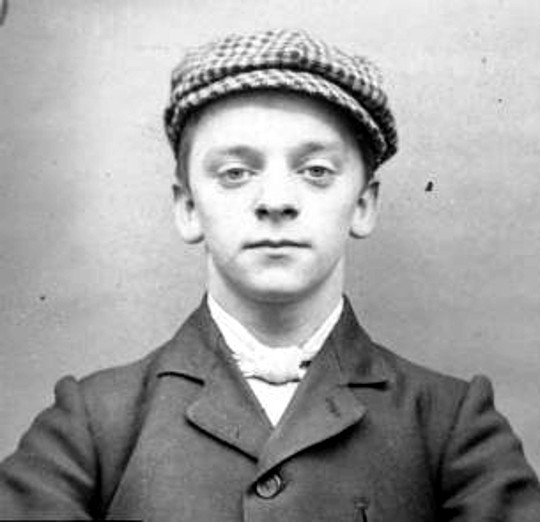
Harry "Baby Face" Fowles, uno de los miembros de la pandilla.

Los Peaky Blinders fueron una pandilla criminal de Birmingham (Inglaterra), Reino Unido. Los miembros de esta pandilla llevaban un atuendo característico: chaquetas a medida, abrigos con solapa, chalecos con botones, pañuelos de seda, pantalones de campana, botas de cuero y gorras planas con visera. Fue una de muchas pandillas juveniles urbanas en aquella época.

## Nombre
Según Carl Chinn, se decía que el nombre Peaky Blinders provenía de las hojas de navaja en el borde de sus boinas inglesas, las cuales utilizaban como armas. Chinn describe esto como un escenario poco realista y dice que otra explicación es que «peakys» era un apodo común para las populares gorras inglesas con viseras. Las pandillas eran conocidas por tener un estilo de ropa distintivo, llevando gorras inglesas, corbatas, pantalones acampanados y chaquetas cuya "línea de botones de latón en la parte frontal inferior daba una especial distinción". Su estilo de vestido era similar al de otras pandillas de Mánchester, donde existieron muchas pandillas durante aquella época.

## Historia
Paul Thompson señala: "Estas pandillas atacarían a un borracho y probablemente lo dejarían inconsciente en la cuneta. Si no pueden hacer tropezar o tumbar a un hombre, lo patean o usan hebillas de cinturones, de forma similar a los Scuttlers de Mánchester (...) Pueden usar un cuchillo, un hierro, un tenedor o cualquier cosa".

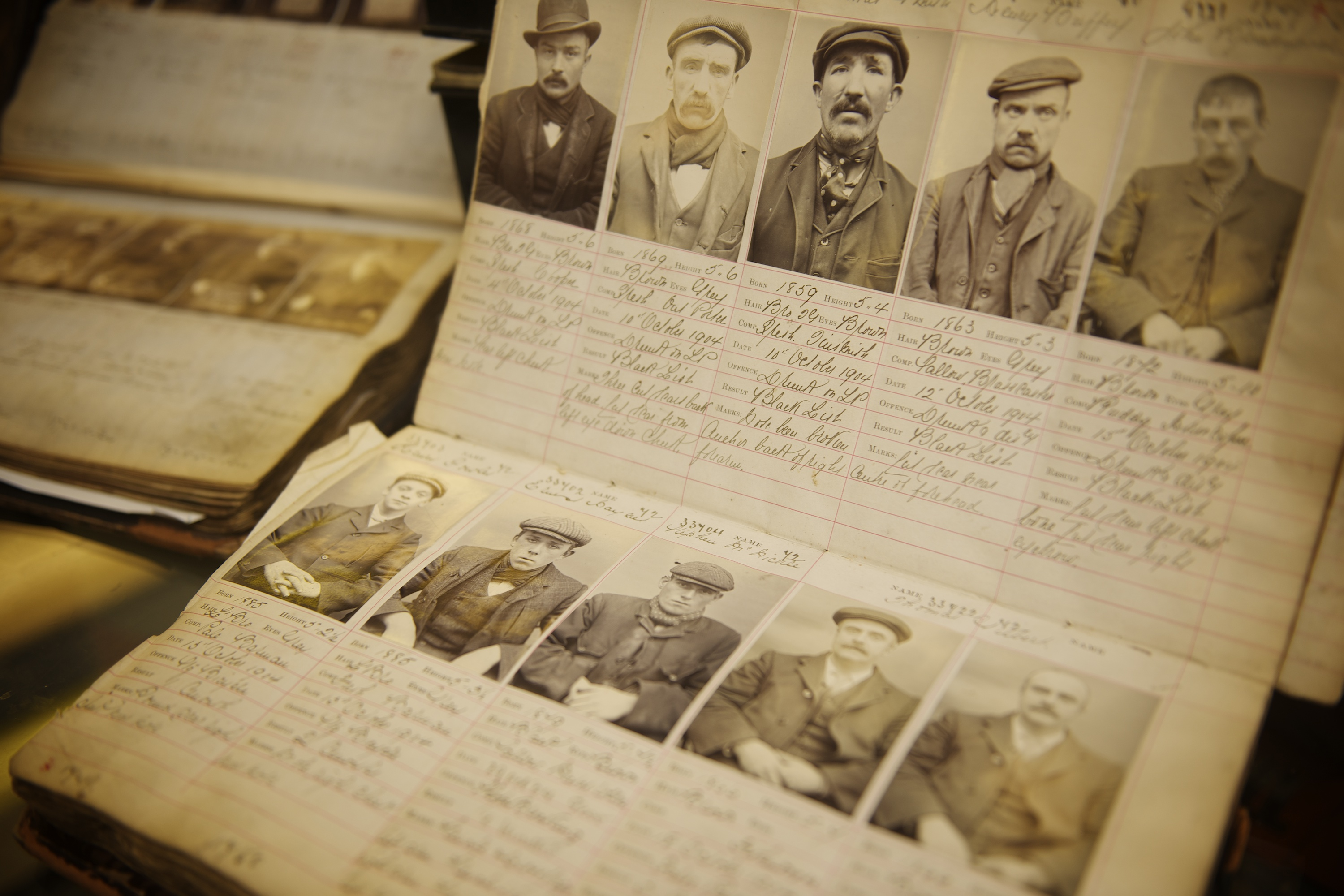
Registros policiales de los auténticos Peaky Blinders.

Philip Gooderson, autor de Las Pandillas de Birmingham, añade que el término Peaky Blinders nació en referencia a una sola pandilla, pero que más tarde se volvió genérico. Una pandilla anterior, conocida como los «Cheapside Sloggers», había surgido en la década de 1870 y el término «Sloggers» (esto es, «luchadores») se había ya convertido en epónimo de pandilla callejera cuando los Peaky Blinders emergieron al final del siglo en la calle Adderley, en las áreas de Bordesley y de Small Heath, barrios bajos y extremadamente pobres de Birmingham. Los Peaky Blinders se distinguieron por su elegante estilo de vestimenta, a diferencia de pandillas más tempranas. 
Los miembros más prominentes de la pandilla fueron Thomas Mucklow, Stephen McHickie, George Hickling, Ernest Haynes, Harry Fowler o Tom Gilbert. Fowles, conocido como "Baby Face", fue arrestado a los 19 años por robar una bicicleta en octubre de 1904. McNickle y Haynes también fueron arrestados al mismo tiempo por robar una bicicleta y allanamiento de morada, respectivamente. Cada uno fue retenido durante un mes por sus crímenes. Los registros de la policía de Midlands Occidentales describieron a los tres arrestados como "jóvenes con la boca sucia que acechan en las calles en grupos de borrachos, insultando y atracando a los transeúntes". Taylor fue arrestado a los 13 años por portar un arma de fuego cargada.
Los Peaky Blinders, después de establecer un territorio controlado, comenzaron a expandir su empresa criminal a fines del siglo XIX. Sus actividades incluían esquemas de extorsión, fraude, soborno, contrabando, secuestro, robo y apuestas. La historiadora Heather Shor de la Universidad de Leeds afirma que los Blinders estaban más enfocados en la lucha callejera, robo y chantaje antes que al crimen organizado.
Después de casi una década de control político, su creciente influencia atrajo la atención de una pandilla más grande, los Birmingham Boys. La expansión de los Peaky Blinders en hipódromos provocó violentas reacciones de parte de la pandilla de Birmingham. Las familias de los Peaky Blinders se distanciaron físicamente del centro de Birmingham hacia el campo. Con la retirada de los Blinders del inframundo criminal, la banda de Sabini se unió a la pandilla Birmingham Boys y solidificó el control político sobre el centro de Inglaterra en la década de 1930.
A medida que la pandilla específica conocida como Peaky Blinders disminuyó, su nombre se utilizó como término genérico para describir a los jóvenes violentos de la calle. Las actividades de las pandillas duraron desde la década de 1890 hasta 1910.
Las novias de los miembros de la pandilla también tuvieron un estilo distintivo: "suntuosa exhibición de perlas, el fleco bien desarrollado que oculta la totalidad de la frente y desciende casi hasta los ojos, y el característico pañuelo de seda colorida que cubre su garganta." Los miembros eran presuntamente violentos hacia sus novias con frecuencia, una de las cuales comentó: "Te pellizca y te pega cada vez que te acompaña a caminar. Y si hablas con otro tipo, no le importa patearte."

## En la cultura popular
Una serie de televisión de la BBC llamada Peaky Blinders y protagonizada por  Cillian Murphy se emite desde septiembre de 2013. Sigue la historia de una pandilla en el periodo posterior a la Primera Guerra Mundial en el área de Small Heath, Birmingham, y cuenta con seis temporadas, la última, del año 2022.